# New Year's Day (пісня)
New Year's Day—це пісня рок-гурту U2, яка була випущена в січні 1983, року, з студійного альбому War, і досягнула 10-го, місця в UK Singles Chart, і 53-го в US Billboard Hot 100.